# اسکوکی
اسکوکی (به لاتین: Skoki) یک شهر و گمینا در لهستان است که در گمینا سکوکی واقع شده‌است. اسکوکی ۱۱٫۲ کیلومتر مربع مساحت و ۳٬۸۶۶ نفر جمعیت دارد.